# (38246) Palupín
(38246) Palupín est un astéroïde de la ceinture principale.

## Description
(38246) Palupín est un astéroïde de la ceinture principale. Il fut découvert le 14 août 1999 à Kleť par Jana Tichá et Miloš Tichý. Il présente une orbite caractérisée par un demi-grand axe de 2,61 UA, une excentricité de 0,07 et une inclinaison de 9,0° par rapport à l'écliptique.